# Робин Гуд и Алан-э-Дейл
«Робин Гуд и Алан-э-Дейл» (англ. Robin Hood and Allan-a-Dale, Child 138, Roud 3298) — английская народная баллада, входящая в цикл баллад о Робин Гуде. Впервые её текст появляется в 1777 году в дешёвом печатном издании. Однако похожая история возникает уже в «манускрипте Слоуна», но здесь несчастным женихом является Скарлок, а Робин входит в церковь, притворившись нищим. Так называемый «манускрипт Лесников», датируемый приблизительно 1675 годом, содержит переработанную и расширенную версию текста под заголовком Robin Hood and the Bride.
На русский язык балладу перевёл Игнатий Михайлович Ивановский.

## Сюжет
Робин Гуд видит в лесу молодого человека в алом плаще, который куда-то направляется, напевая себе под нос. На следующее утро он видит юношу вновь, но его плащ исчез, а сам он расстроен. Маленький Джон и сын мельника Мач приводят незнакомца к Робину. Его спрашивают, водятся ли у того деньги. Молодой человек открывает, что при нём лишь пять шиллингов и кольцо, которое он семь лет берёг для любимой девушки, намереваясь жениться на ней. Свадьба должна была состояться завтра, но вместо этого его любимая идёт под венец со старым рыцарем. Робин узнаёт у юноши его имя — Алан-э-Дейл — и местоположение церкви, где будет свадьба. Он торопится туда и представляется епископу лучшим арфистом на севере. Дождавшись появления невесты с женихом, Робин трубит в свой охотничий рог, и в церковь заявляются две дюжины стрелков, среди которых присутствует и Алан. Робин собирается объявить любящих друг друга молодых людей мужем и женой, но вмешивается епископ, говоря, что по закону он должен три раза спросить новобрачных об истинности их намерений. Робин снимает с того сутану и надевает ёё на Маленького Джона. Джон весело проводит бракосочетание, спросив молодых целых семь раз. После того, как дело сделано, Робин Гуд и его стрелки возвращаются в лес.
На этот же сюжет в 1751 году была написана балладная опера, герои которой носят имена Леандер и Клоринда.